# Sportverlag Strauß
Der Sportverlag Strauß ist ein deutscher Fachbuchverlag, der 2006 aus der Fachbuchhandlung SPORT und BUCH Strauß GmbH ausgegliedert wurde. Zahlreiche Erscheinungen des Verlags werden in Kooperation mit dem Bundesinstitut für Sportwissenschaft und der Deutschen Sporthochschule Köln sowie anderen universitären Institutionen Deutschlands veröffentlicht.